# Groupe Carrefour
Groupe Carrefour là một tập đoàn kinh tế Pháp kinh doanh trên lĩnh vực siêu thị, hiện là tập đoàn siêu thị lớn thứ hai thế giới, sau tập đoàn Wal-Mart của Hoa Kỳ. Thành lập năm 1959 tại Annecy, Pháp, hiện hệ thống siêu thị của Carrefour đã mở rộng ra nhiều nước châu Âu, Nam Mỹ, châu Á và tập đoàn này cũng hợp tác kinh doanh với nhiều công ty siêu thị địa phương ở các vùng khác trên thế giới.
Là công ty tiên phong trong lĩnh vực đại siêu thị (tiếng Anh: hypermarket) kể từ năm 1963, hệ thống Carrefour đồng thời cũng bao gồm các siêu thị thông thường và các cửa hàng giảm giá. Bên cạnh nhãn hiệu đầu tàu Carrefour, tập đoàn còn có hai nhãn hiệu siêu thị quốc tế là Champion, Dia và một số nhãn hiệu siêu thị địa phương như GS, Supermarchés GB, Norte, Shopi hay 8 à Huit.
Năm 1999, Carrefour đã sáp nhập với đối thủ cạnh tranh trên thị trường Pháp là Promodès, tạo ra tập đoàn kinh doanh siêu thị lớn nhất châu Âu. Theo số liệu do tập đoàn cung cấp năm 2007 thì doanh số của Carrefour là 82,1 tỷ euro chưa kể thuế và 102,4 tỷ euro nếu kể cả thuế VAT. Tổng số cửa hàng do Carrefour trực tiếp điều hành là 7.906, còn số cửa hàng mang các nhãn hiệu của Carrefour lên tới 14.991 với tổng diện tích kinh doanh 16,899 triệu mét vuông và 490.000 nhân viên trên khắp thế giới, trong đó 140.000 người riêng tại Pháp. Năm 2008, về số nhân viên, Carrefour là công ty tư nhân đứng đầu nước Pháp và đứng thứ 9 thế giới.

## Lịch sử

### 1959–1963: Giai đoạn khởi đầu

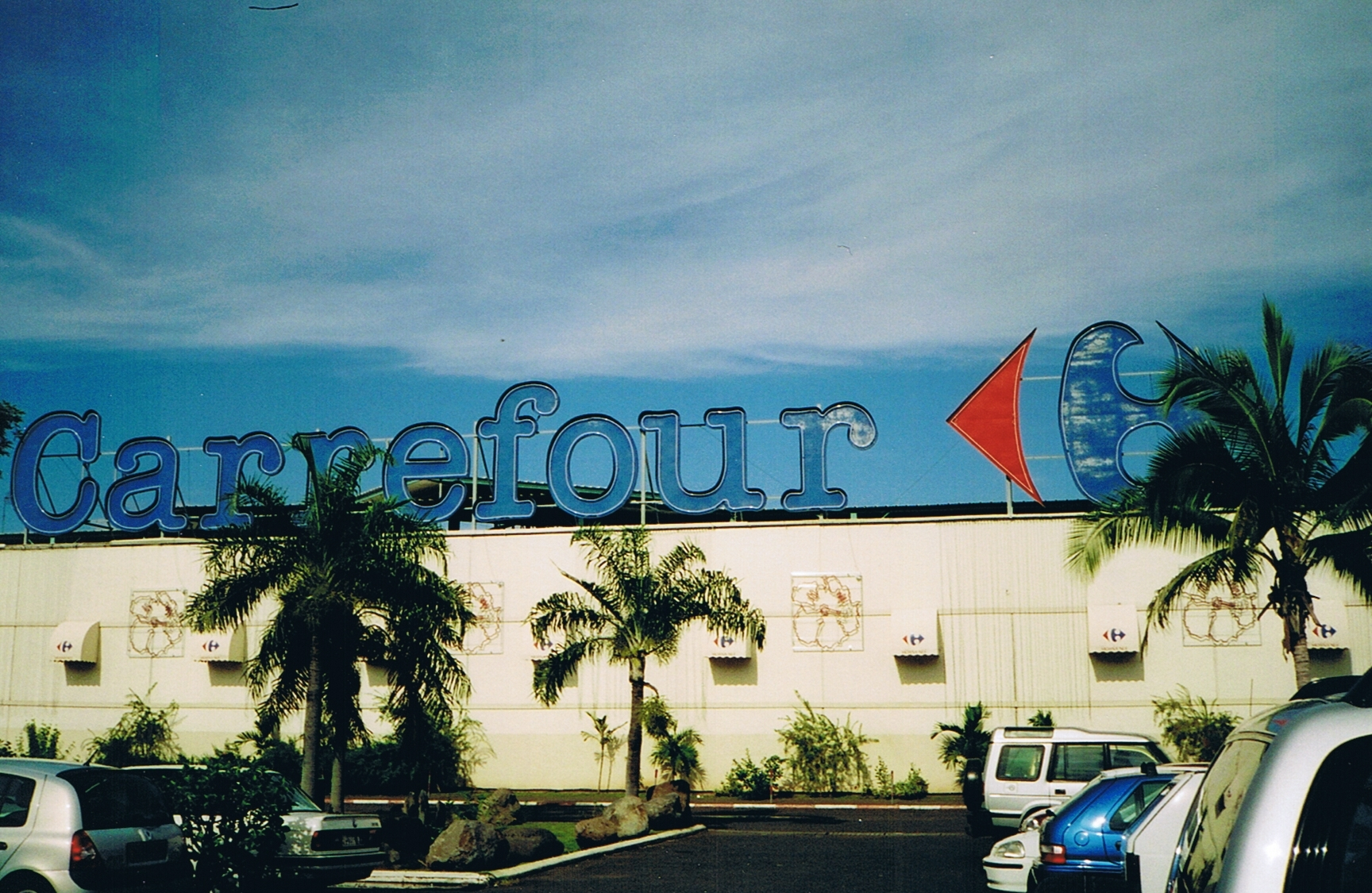
Carrefour tại Punaauia, Tahiti

Năm 1959, Marcel Fournier, ông chủ một cửa hàng lớn ở Annecy, quyết định hợp tác cùng anh em Jacques và Denis Defforey, những người sở hữu công ty gia đình Badin-Defforey chuyên kinh doanh đồ tạp hóa tại Lagnieu thuộc tỉnh Ain. Sau khi biết tin nhà kinh doanh thực phẩm Edouard Leclerc ở Landerneau (người sau này sáng lập tập đoàn siêu thị E.Leclerc) có ý định tới Annecy để mở cửa tiệm, Marcel Fournier quyết định hợp tác cùng nhà Badin-Defforey để mở cửa hiệu thực phẩm đầu tiên tại tầng hầm cửa tiệm của ông ở phố Vaugelas tháng 1 năm 1960. Thành công của cửa hàng khiến Fournier và công ty Badin-Defforey mở hẳn một siêu thị vào tháng 6 năm 1960, địa điểm được chọn để mở cơ sở kinh doanh mới này là tại giao lộ (tiếng Pháp: carrefour) giữa hai đại lộ Parmelan và André Theuriet. Siêu thị mới lấy cái tên Carrefour của tòa nhà để làm thương hiệu cho mình..
Ý tưởng về các đại siêu thị đến với Marcel Fournier và Denis Defforey sau khi họ tham gia buổi nói chuyện tại Hoa Kỳ của Bernardo Trujillo, "cha đẻ của phân phối hiện đại". Ngày 15 tháng 6 năm 1963, lần đầu tiên tại Pháp, Carrefour cho khánh thành một "hypermarché" (đại siêu thị) tại Sainte-Geneviève-des-Bois thuộc vùng Île-de-France, gần Paris. Đây là một siêu thị mang những ý tưởng cách tân như diện tích lớn, hàng hóa đa dạng, giá cả phải chăng, quá trình mua bán được chuẩn hóa và có chỗ đỗ xe ô tô cho khách hàng. Siêu thị đầu tiên của Carrefour có diện tích 2.500 mét vuông và một bãi đậu xe 400 chỗ. Tuy bị nghi ngờ về hiệu quả kinh doanh ở thời điểm khánh thành, nhưng đại siêu thị Carrefour đã nhanh chóng thành công vì đáp ứng được nhu cầu mua sắm lớn của người dân Pháp khi đó. Chưa đầy một năm sau, tháng 3 năm 1964, Carrefour đã có 3 siêu thị ở Pháp, trong đó siêu thị Villeurbanne nằm ở ngay trung tâm thành phố. Siêu thị thứ tư của Carrefour với diện tích 10.000 mét vuông được khánh thành năm 1966 ở ngoại ô Lyon (tại Vénissieux), là siêu thị có diện tích lớn nhất châu Âu vào thời điểm nó ra đời.

### 1963–1985: Thành công của một công ty gia đình
Trong giai đoạn đầu, với ý tưởng mang tính cách mạng về những đại siêu thị lớn cung cấp đủ mọi loại hàng hóa, Carrefour kinh doanh rất phát đạt. Nhu cầu lớn của khách hàng với loại hình thương mại mới này đã giúp Carrefour từ một công ty thuộc loại nhỏ và vừa (PME, petites et moyennes entreprises) phát triển thành một tập đoàn. Tới ngày 16 tháng 6 năm 1970, Carrefour chính thức tham gia Thị trường chứng khoán Paris (Bourse de Paris).
Việc các đại siêu thị liên tục xuất hiện ở Pháp đã khiến giới kinh doanh nhỏ phải lên tiếng. Vào năm 1973, Pháp đã thông qua luật Royer nhằm hạn chế việc mở các đại siêu thị bằng việc bắt buộc các tập đoàn phải có sự đồng ý của Ủy ban thương mại vùng nếu muốn mở thêm siêu thị mới. Tuy nhiên Carrefour vẫn phát triển khá nhanh và bước đầu hoạt động ở các thị trường lân cận bằng việc mở đại siêu thị ở Bỉ (năm 1969) và Tây Ban Nha (năm 1973) cũng như mở rộng sang thị trường Nam Mỹ (Brasil năm 1975 và Argentina năm 1982). Vào năm 1977, Carrefour có ý định thâm nhập thị trường Đức (ở Mayence) nhưng phải nhanh chóng rút lui vì kinh doanh thất bại.
Bên cạnh việc mở thêm siêu thị mới, tập đoàn cũng phát triển kinh doanh bằng cách giới thiệu các sản phẩm mang chính nhãn hiệu Carrefour. Từ năm 1976, Carrefour giới thiệu các mặt hàng không mang nhãn hiệu mà chỉ được đóng gói và cố định giá. Các sản phẩm này được Carrefour gọi là sản phẩm "tự do" ("libre") và thường có giá cả phải chăng cũng như chất lượng tốt. Năm 1985, sau khi chứng kiến đối thủ Continent bắt chước ý tưởng này, Carrefour đã quyết định thay thế các sản phẩm "tự do" bằng các sản phẩm mang nhãn hiệu Carrefour. Năm 1981, Carrefour cũng giới thiệu loại thẻ "Carte Pass" giúp khách hàng có loại thẻ tín dụng riêng để chi trả cho việc mua bán, từ năm 1984 tập đoàn bắt đầu mở công ty tài chính riêng Assurances Carrefour. Năm 1991, Carrefour bắt đầu kinh doanh hoạt động du lịch bằng việc mở chi nhánh Vacances Carrefour.

### 1985–1998: Phát triển thành tập đoàn đa quốc gia

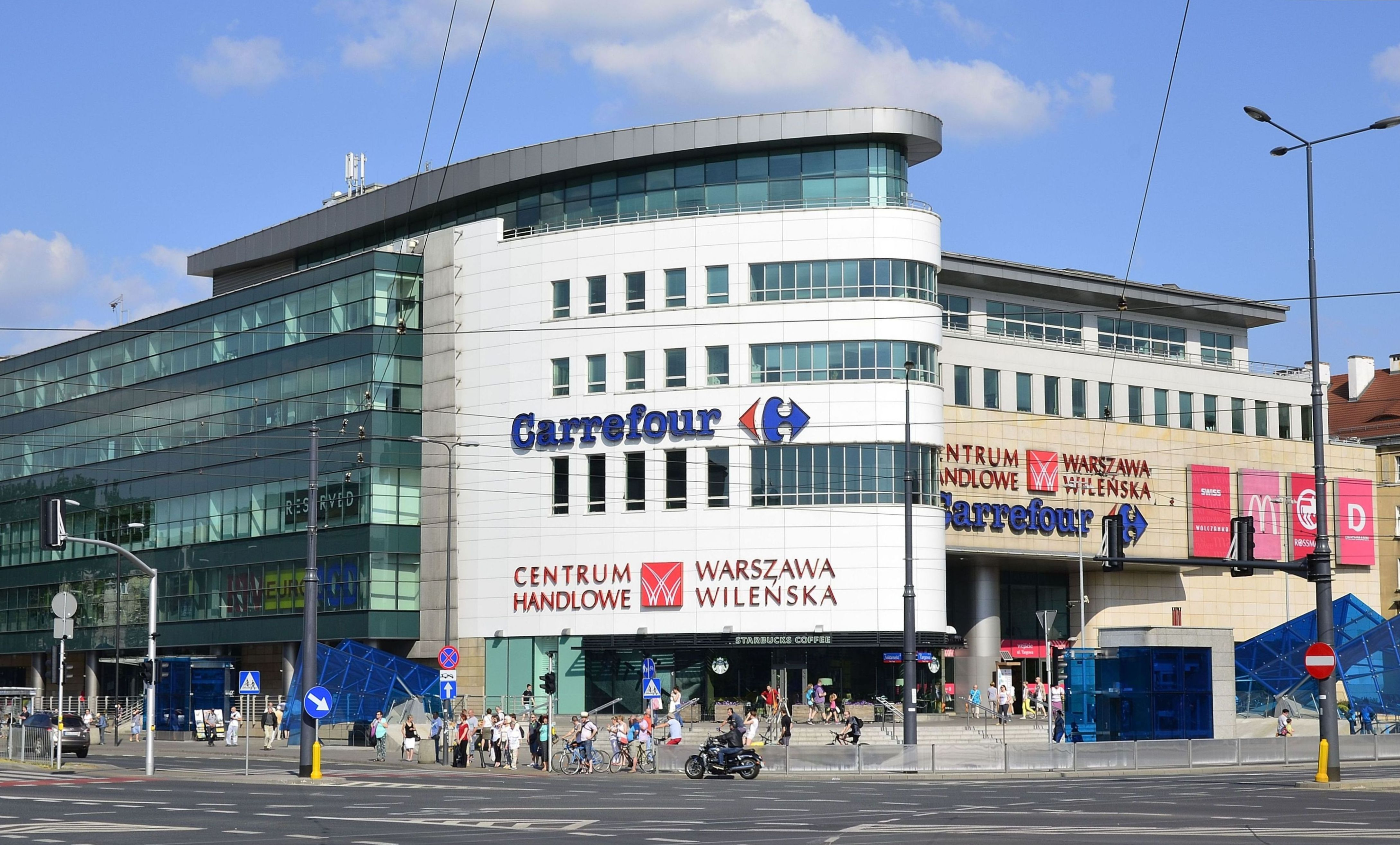
Một siêu thị Carrefour tại Warszawa, Ba Lan

Đầu thập niên 1980, sau một giai đoạn ngắn phát triển chậm vì những lục đục trong nội bộ gia đình, hội đồng quản trị Carrefour vào năm 1985 đã lần đầu tiên bổ nhiệm một lãnh đạo là người ngoài công ty, Michel Bon, khi đó là một trong các lãnh đạo của ngân hàng Crédit Agricole. Bon trở thành giám đốc điều hành của tập đoàn từ năm 1990. Trong quá trình chuyển từ một công ty gia đình sang tập đoàn kinh doanh có tính chất đa quốc gia, Carrefour mở rộng hoạt động sang Đài Loan (năm 1989), sau đó là Hy Lạp và Thổ Nhĩ Kỳ (năm 1991).
Tháng 3 năm 1991, Carrefour bỏ ra 1,05 tỷ franc (tương đương 160 triệu euro) để mua lại tập đoàn địa phương Montlaur sau khi được Tòa án thương mại Pháp ở Montpellier bật đèn xanh. Chỉ vài tháng sau, ngày 25 tháng 6 năm 1991, Carrefour công bố kế hoạch mua lại đối thủ Euromarché (gồm 77 đại siêu thị) với giá 5 tỷ franc. Vụ mua bán này được hoàn tất một năm sau đó, bên cạnh nhãn hiệu Euromarché, Carrefour qua vụ mua bán này cũng sở hữu thêm một loạt nhãn hiệu địa phương mà Euromarché đã thâu tóm trong giai đoạn 1980-1992 như Escale, Berthier, Sabeco, Disque Bleu, SND, GEM và Sodima.
Năm 1992 Michel Bon rời tập đoàn, vị trí của ông được thay thế bằng cựu giám đốc điều hành tập đoàn siêu thị Đức Metro AG là Daniel Bernard, người rất có kinh nghiệm trong lĩnh vực kinh doanh siêu thị. Ngay sau khi nắm quyền, Bernard quyết định bán các chi nhánh Castorama và But đồng thời cắt giảm một số hoạt động nhỏ lẻ để tập trung mở rộng hoạt động của Carrefour ra thế giới. Trong thời gian Bernard tại nhiệm, Carrefour liên tiếp mở rộng thị trường sang Ý và Thổ Nhĩ Kỳ (năm 1993), México và Malaysia (năm 1994), Trung Quốc (năm 1995), Thái Lan, Hàn Quốc, Hồng Kông (năm 1996), Singapore, Ba Lan (năm 1997), Colombia, Chile và Indonesia (năm 1998).

### 1998–2008: Mở rộng ra thế giới

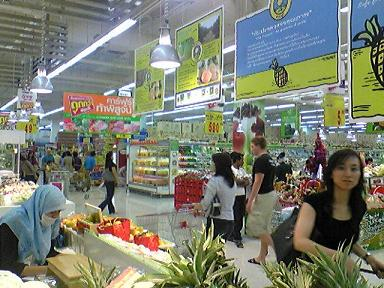
Carrefour ở Bangkok, Thái Lan

Năm 1998, Carrefour mua lại tập đoàn siêu thị nhỏ Comptoirs Modernes, tập đoàn trước đó Carrefour đã sở hữu 22,4% cổ phần. Vụ mua bán này giúp Carrefour có thêm khoảng 500 siêu thị mang nhãn hiệu Stoc, giúp tập đoàn bước chân vào lĩnh vực kinh doanh đại siêu thị. Thương vụ trị giá 19 tỷ franc này cũng đưa Carrefour từ vị trí thứ sáu lên vị trí thứ tư trong danh sách các tập đoàn siêu thị lớn nhất thế giới, vượt qua hai đối thủ Metro và Sears. Một năm sau đó Carrefour và tập đoàn cạnh tranh Promodès công bố kế hoạch sáp nhập để cho ra đời tập đoàn kinh doanh siêu thị lớn nhất châu Âu và lớn thứ hai thế giới, chỉ sau tập đoàn Wal-Mart của Hoa Kỳ. Sau vụ sáp nhập, nhãn hiệu đại siêu thị Continent của Promodès được thay thế bằng nhãn hiệu Carrefour, ngược lại nhãn hiệu Stoc của Carrefour được thay thế bằng nhãn hiệu siêu thị Champion trước đó do Promodès quản lý. Chiến lược "Carrefour pour l’Hyper, Champion pour le Super" ("Carrefour cho đại siêu thị, Champion cho siêu thị") này vừa giúp tập đoàn mới giảm số nhãn hiệu là đối thủ cạnh tranh trực tiếp lẫn nhau, vừa giúp Carrefour chứng tỏ đây thực sự là một vụ "sáp nhập" giữa hai tập đoàn lớn chứ không phải một vụ "mua lại" của Carrefour đối với Promodès. Cần biết rằng khi mới thành lập, đối thủ cạnh tranh Promodès từng điều hành các siêu thị mang nhãn hiệu Carrefour trước khi lập ra nhãn hiệu Continent cho riêng họ, đây cũng là trường hợp của một tập đoàn siêu thị đối thủ khác của Carrefour tại Pháp, tập đoàn Cora. Tháng 7 năm 2000, Carrefour mở rộng sang Bỉ bằng việc mua lại tập đoàn GB (sở hữu hai nhãn hiệu Maxi và Super) để lập ra chi nhánh Carrefour Bỉ (Carrefour Belgium), trong khi nhãn hiệu Maxi GB được thay thế bằng Carrefour (tại 56 đại siêu thị) thì nhãn hiệu Super GB bị Carrefour hoàn toàn loại bỏ.
Những kế hoạch sáp nhập liên tiếp khiến Carrefour mất tập trung vào thị trường chiến lược – thị trường Pháp. Do có giá cả không cạnh tranh bằng các đối thủ, Carrefour để mất thị phần vào tay đối thủ trên ngay địa bàn kinh doanh truyền thống, qua đó giá cổ phiếu của Carrefour liên tiếp sụt giảm trong những năm đầu của thập niên 2000. Đối phó với tình trạng này, năm 2005 hội đồng quản trị Carrefour sa thải giám đốc điều hành Daniel Bernard. Người thay thế vị trí này là José Luis Duran với sự giám sát của Luc Vandevelde, nhà quản lý được gia đình Halley tin tưởng. Duran sau khi nhậm chức đã cho cắt giảm hoạt động của Carrefour tại các thị trường có hiệu quả kinh doanh thấp như México, Nhật Bản và Cộng hòa Séc, đồng thời đẩy mạnh hoạt động của tập đoàn tại các thị trường tiềm năng như Trung Quốc, Thổ Nhĩ Kỳ và Brasil, nơi Carrefour liên tiếp cho mở các siêu thị mới. Bên cạnh việc tập trung hoạt động kinh doanh vào một số thị trường chiến lược, theo Duran trong cuộc phỏng vấn với tờ Le Figaro ngày 24 tháng 1 năm 2007 thì Carrefour cũng dự định mở rộng hoạt động sang các thị trường mới như Nga và Ấn Độ nhưng cũng tránh tham gia các thương vụ tài chính nặng nề như vụ sáp nhập với Promodès.
Cụ thể trong giai đoạn thay đổi chiến lược kinh doanh 2005-2007, Carrefour đã bán lại các cửa hàng ở Nhật Bản và Mexico (năm 2005), bán các siêu thị nhãn hiệu Champion ở Trung Quốc (năm 2006, để tập trung vào lĩnh vực đại siêu thị và siêu thị giá rẻ). Ngày 23 tháng 4 năm 2007, Carrefour bỏ ra 825 triệu euro để mua lại tập đoàn đại siêu thị giá rẻ Atacadão của Brasil (với hệ thống 34 siêu thị, 17 trong số đó thuộc bang São Paulo) và trở thành nhà cung cấp thực phẩm lớn nhất Brasil. Trong năm 2007 Carrefour cũng mua lại chuỗi siêu thị giá rẻ Tengelmann ở Tây Ban Nha, 9 siêu thị Ahold ở Ba Lan đồng thời bán đi một loạt siêu thị và đại siêu thị ở Hàn Quốc, Slovakia, Bồ Đào Nha và Thụy Sĩ.

## Biểu trưng công ty
| Biểu trưng của các đại siêu thị Carrefour. | Biểu trưng của tập đoàn năm 2007. |
| Biểu trưng của các đại siêu thị Carrefour. | Biểu trưng của tập đoàn năm 2007. |

Biểu trưng của hệ thống siêu thị Carrefour gồm chữ cái C (chữ cái đầu của Carrefour) màu trắng được lồng trong một hình thoi có bên trái màu đỏ, bên phải màu xanh nước biển. Ban đầu hình thoi có viền đen nhưng sau đó phần viền này được bỏ đi nên hiện nay rất khó nhận ra chữ C màu trắng được lồng bên trong, biểu trưng của tập đoàn vì thế giống một mũi tên hai đầu, tương tự biểu tượng được gắn trên nhiều loại hàng hóa. Trong biểu trưng của tập đoàn, phần màu đỏ bên trái hình thoi được thay bằng màu xanh da trời, phần chữ Groupe Carrefour đi kèm cũng được viết hoàn toàn bằng chữ thường thay vì chữ C được viết hoa (trong Carrefour) đối với biểu trưng của hệ thống siêu thị.

## Loại hình kinh doanh
Carrefour tham gia rất nhiều loại hình kinh doanh phân phối khác nhau, dưới đây là các loại hình chính của tập đoàn:

### Đại siêu thị

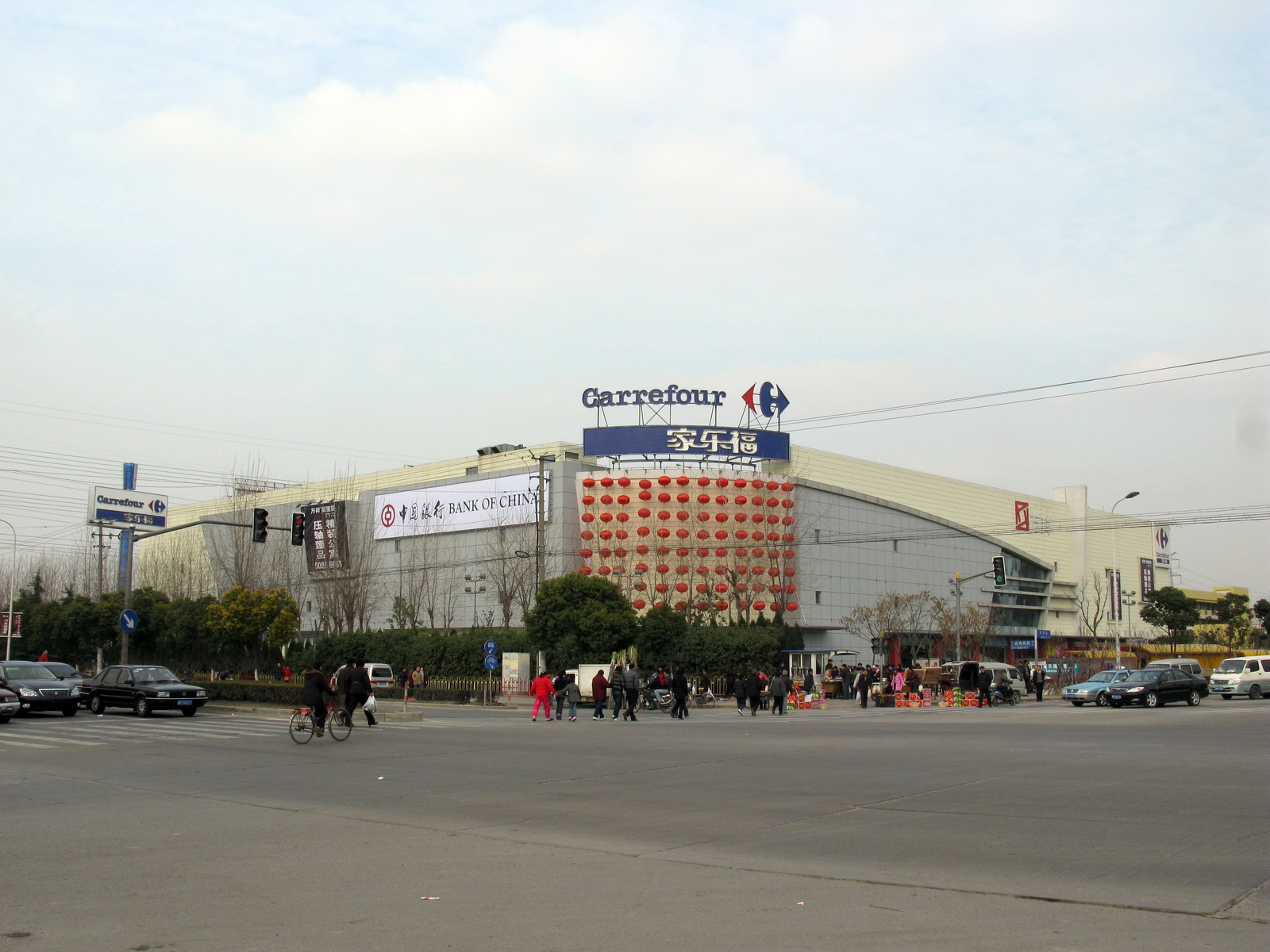
Đại siêu thị Carrefour ở Thượng Hải, Trung Quốc.

Loại hình kinh doanh chiến lược của Carrefour là các đại siêu thị (hypermarché), năm 2006 chiếm 60% doanh số của tập đoàn. Carrefour là nhãn hiệu đại siêu thị duy nhất của tập đoàn tại Pháp cũng như các quốc gia khác trên thế giới với tổng số khoảng trên 1.000 đại siêu thị (tính đến cuối năm 2006). Đại siêu thị Carrefour thứ 1.000 được khánh thành tại Thông Châu, Nam Thông, Trung Quốc cuối năm 2006.
Các đại siêu thị Carrefour có diện tích kinh doanh từ 3.000 tới trên 23.000 mét vuông (Carrefour Portet-sur-Garonne tại Pháp), diện tích trung bình của mỗi đại siêu thị là 9.333 mét vuông. Trung thành với nguyên tắc mặt hàng đa dạng, các đại siêu thị Carrefour bày bán từ 20.000 đến 80.000 mặt hàng khác nhau với giá cả phải chăng, phục vụ khách hàng là đội ngũ nhân viên từ 250 tới 750 người và những bãi đỗ xe rộng rãi, thuận tiện cho việc mua sắm. Kể từ năm 1998, nhân kỉ niệm 35 năm ngày ra đời mô hình đại siêu thị Carrefour, mỗi năm tập đoàn đều cho tổ chức một "tháng Carrefour" ("Mois Carrefour") trên phạm vi toàn cầu với nhiều hình thức khuyến mại đặc biệt.

### Siêu thị

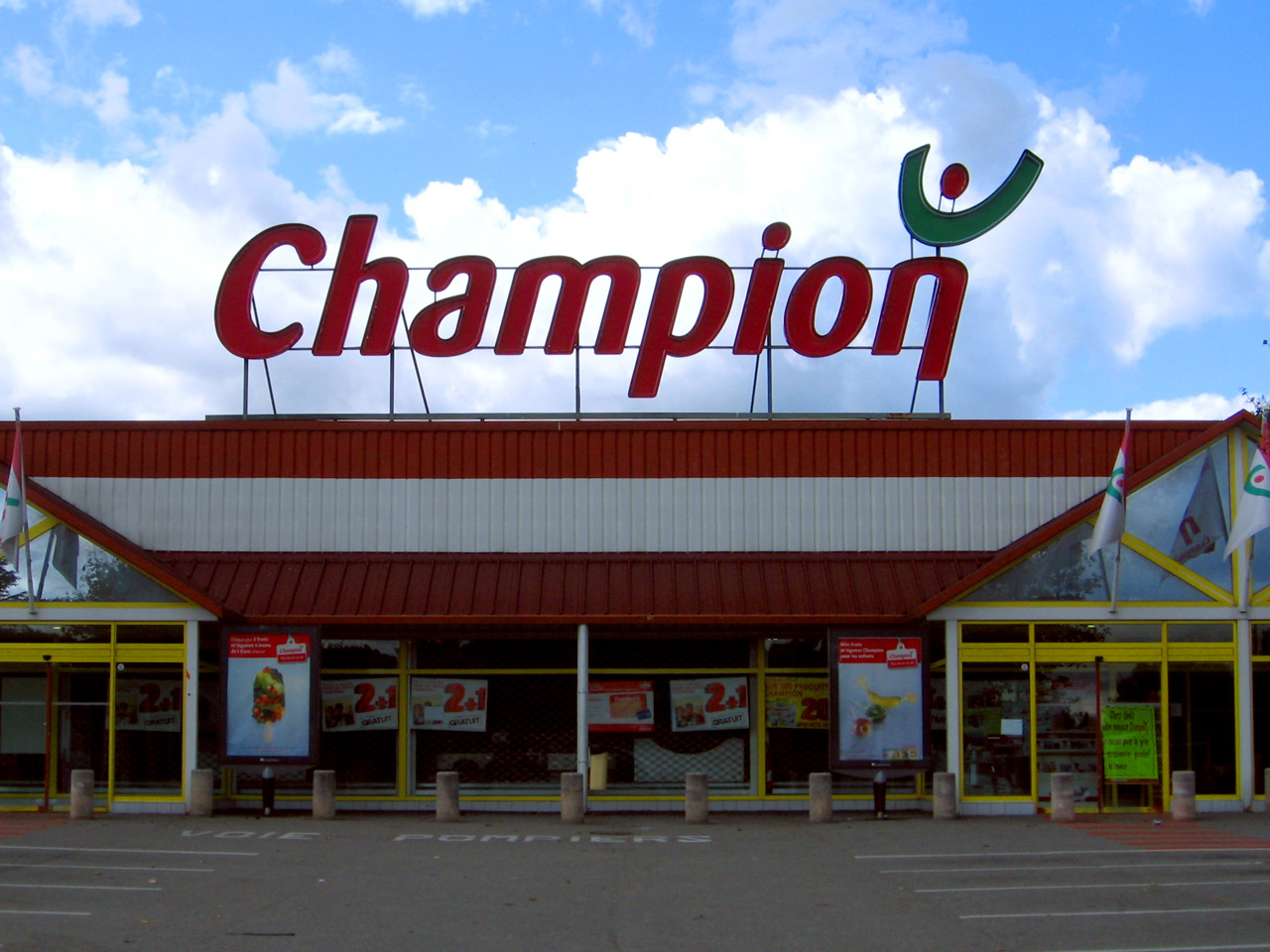
Một siêu thị Champion.

Bên cạnh các đại siêu thị có diện tích lớn, Carrefour cũng kinh doanh loại hình siêu thị (supermarché) có diện tích nhỏ hơn, thông thường là dưới 2.000 mét vuông, loại hình được tập đoàn đầu tư chủ yếu ở một số nước châu Âu và Nam Mỹ. Với loại hình này, Carrefour sử dụng rất nhiều nhãn hiệu khác nhau để phù hợp với từng thị trường riêng và cũng là để tránh tai tiếng "ông lớn" của nhãn hiệu Carrefour, có thể kể tới Champion ở Pháp, Supermarchés GB ở Bỉ, GS ở Ý, Gima và Endi ở Thổ Nhĩ Kỳ, Globi ở Ba Lan và Norte ở Argentina.
Riêng nhãn hiệu Champion còn được Carrefour sử dụng ở Tây Ban Nha, Ba Lan, Hy Lạp và Brasil. Ở Na Uy và Trung Quốc cũng từng có các siêu thị Champion hoạt động tuy nhiên Carrefour đã bán lại chúng trong hai năm 2005 và 2006. Cần chú ý rằng ở Bỉ cũng có các siêu thị Champion, nhất là ở vùng nói tiếng Pháp Wallonie, tuy nhiên chúng không do Carrefour Belgium điều hành mà thuộc về tập đoàn địa phương Mestdagh (có 49% cổ phần thuộc về Carrefour) kể từ năm 1996, tên đầy đủ của các siêu thị này là "Champion Groupe Mestdagh". Trong một thử nghiệm nhằm thống nhất các nhãn hiệu kinh doanh và thăm dò phản ứng khách hàng với các siêu thị mang tên Carrefour (vốn bị cho là gắn liền với những đại siêu thị lớn), năm 2007 tập đoàn đã thay thế một số siêu thị mang nhãn hiệu Champion bằng nhãn hiệu mới Carrefour Market. 6 siêu thị đầu tiên thuộc vùng Bretagne được Carrefour thử nghiệm đã đem lại kết quả tốt, vì vậy tập đoàn dự kiến cho đến cuối năm 2009 sẽ cho thay thế toàn bộ nhãn hiệu Champion bằng nhãn hiệu duy nhất Carrefour..
Do có diện tích và số lượng mặt hàng nhỏ hơn, các siêu thị của Carrefour tập trung vào việc khuyến khích khách hàng gắn bó lâu dài với siêu thị, một ví dụ cho chiến lược này là loại thẻ IRIS của các siêu thị Champion.

### Siêu thị giá rẻ
Xuất phát từ mô hình kinh doanh của tập đoàn siêu thị Đức ALDI sau Chiến tranh thế giới thứ hai, Carrefour bắt đầu mở các siêu thị giá rẻ (maxidiscompte) từ cuối thập niên 1970. Đây là các siêu thị có diện tích nhỏ, chủ yếu kinh doanh mặt hàng thực phẩm với mức giá thấp phù hợp với túi tiền của tầng lớp bình dân. Là một tập đoàn kinh doanh phân phối lớn, Carrefour có đủ khả năng đưa ra các mặt hàng có mức giá thấp hơn những cửa hàng kiểu truyền thống, và do đó dần thu hút được khách hàng bình dân đến với loại hình siêu thị này. Ba nhãn hiệu siêu thị giá rẻ của Carrefour là Dia (tại Pháp, Tây Ban Nha, Hy Lạp, Thổ Nhĩ Kỳ, Argentina và Trung Quốc), Ed (tại Pháp) và Minipreço (tại Brasil và Bồ Đào Nha). Dia vốn là nhãn hiệu của Promodès hoạt động ở Tây Ban Nha từ năm 1979 còn Ed được Carrefour đưa vào kinh doanh tại Pháp từ năm 1980.

### Loại hình khác

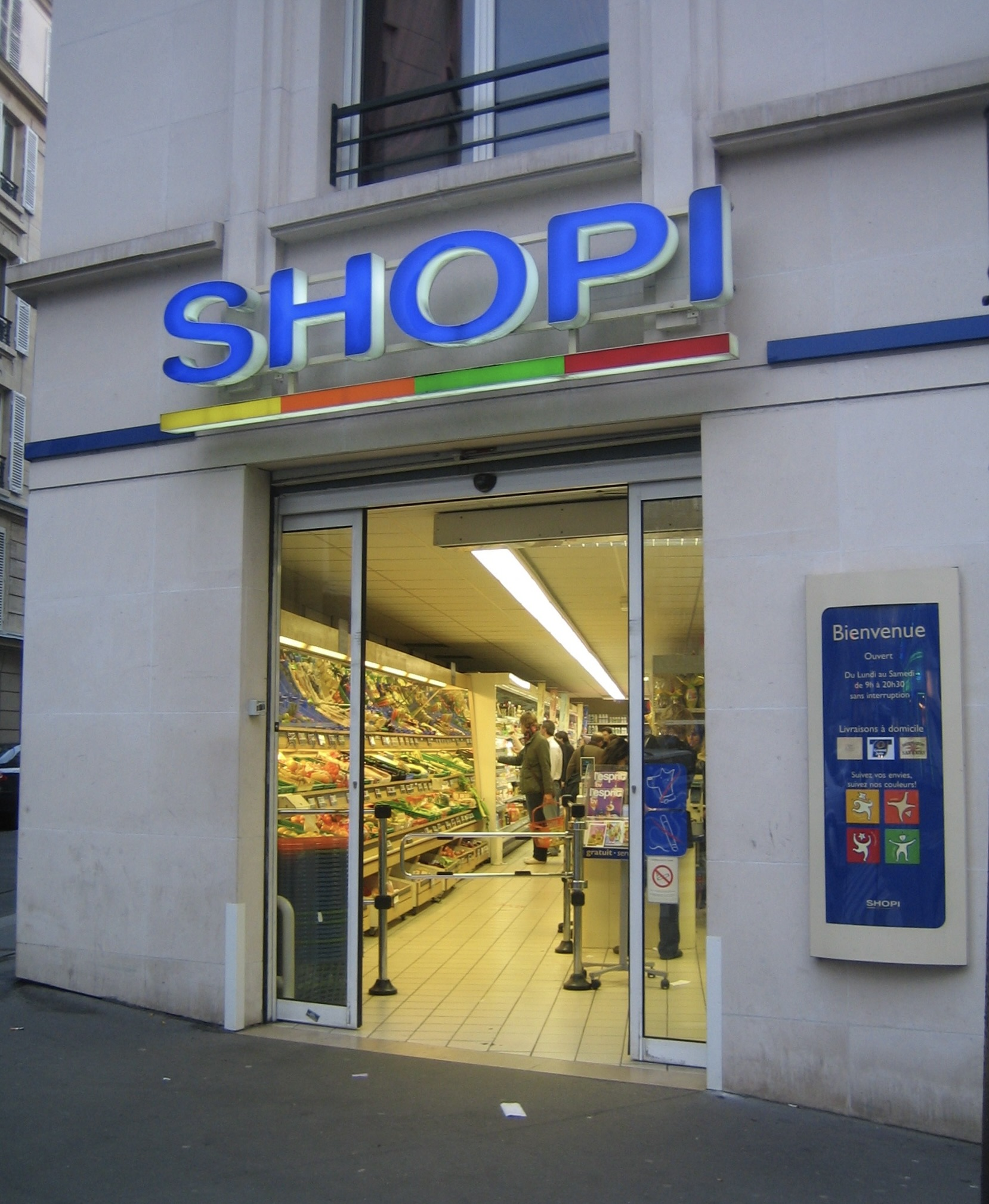
Một cửa hàng Shopi ở Paris

Song song với ba loại hình kinh doanh lớn kể trên, Carrefour còn có một số loại hình kinh doanh phân phối khác:
- Cửa hàng lân cận (proximité): Đây là hình thức cửa hàng nhỏ, thường được Carrefour nhượng quyền kinh doanh cho các thương nhân độc lập (chiếm 93% tính đến năm 2005). Khác với các siêu thị Carrefour thường nằm ở ngoại ô thành phố lớn, các cửa hàng nội thị được đặt ngay trong các khu phố trung tâm cũng như ở các thị trấn nhỏ, chúng có diện tích chỉ từ 50 đến 900 mét vuông và chủ yếu kinh doanh các mặt hàng thực phẩm và tạp hóa. Đây là loại hình kinh doanh Carrefour kế thừa sau khi sáp nhập các đối thủ cạnh tranh tại Pháp và một số nước châu Âu. Tại Pháp các nhãn hiệu cửa hàng lân cận của Carrefour có thể kể tới Shopi (diện tích từ 300 đến 900 mét vuông), 8 à Huit (diện tích dưới 300 mét vuông, hoạt động tại đô thị), Marché Plus và Proxi (hoạt động tại nông thôn). Công ty phụ trách nhượng quyền của Carrefour cho các nhãn hiệu này là Prodim. Ở Bỉ, các nhãn hiệu cửa hàng lân cận của Carrefour là GB Express và Contact GB, tại Ý là Di per Di còn tại Hy Lạp là 5'Marinoupoulos và Smile Market.
- Phân phối số lượng lớn (cash & carry): Carrefour phân phối hàng trực tiếp số lượng lớn cho các công ty khác dưới nhãn hiệu Promocash (tại Pháp, thừa kế từ Promodès) và Docks Market (tại Ý).
- Dịch vụ (services): Bên cạnh các dịch vụ hậu mãi thông thường, Carrefour còn hoạt động trên các lĩnh vực dịch vụ như bảo hiểm (Assurances Carrefour), du lịch (Vacances Carrefour), sản phẩm tài chính và giải trí. Các dịch vụ này nhằm tận dụng tối đa không gian kinh doanh của các đại siêu thị Carrefour. Tập đoàn còn cung cấp chất đốt với nhãn hiệu Carfuel. Về thương mại điện tử, Carrefour cũng có hai trang web bán hàng trên Internet là Ooshop và Boostore.

### Hệ thống nhãn hiệu
Tổng cộng tính đến cuối năm 2007 Carrefour có hệ thống gồm 1.163 đại siêu thị Carrefour (77 trong số đó hoạt động dưới hình thức nhượng quyền); 2.708 siêu thị Champion, Carrefour Express, Carrefour Market, Norte, GS, GB, Globi và Gima; 6.166 siêu thị giá rẻ Ed, Dia, Minipreço (1.343 trong số đó hoạt động dưới hình thức nhượng quyền); 4.800 cửa hiệu lân cận Shopi, Marché Plus, 8 à Huit, Sherpa, GB Express, Contact GB, 5' Marinopoulos, Di per Di, Smile Market; 154 cửa hàng phân phối lớn Promocash, Docks Market, Grossiper; 2 cửa hàng trên mạng Ooshop và Boostore.
Từ năm 1976, Carrefour bắt đầu đưa vào siêu thị của tập đoàn những mặt hàng mang nhãn hiệu do chính Carrefour sở hữu (thay vì nhãn hiệu của các công ty cung cấp). Hiện nay các nhãn hiệu này tại đại siêu thị của Carrefour gồm Produits Carrefour (dùng cho các sản phẩm có giá cả trung bình), Carrefour Agir (dùng cho lương thực, thực phẩm "sạch" - produit bio), Carrefour Sélection (dùng cho các sản phẩm cao cấp), N°1 (dùng cho các sản phẩm có giá rẻ nhất so với những mặt hàng cùng loại), Tex (dùng cho hàng may mặc), Firstline (dùng cho đồ điện tử) và Topbike (xe đạp). Các siêu thị giá rẻ của Carrefour cũng có nhãn hiệu riêng, nhãn Dia.

## Carrefour trên thế giới

Các nước có hoạt động kinh doanh của Carrefour, tính đến năm 2007.
Kinh doanh trực tiếp
Nhượng quyền kinh doanh

Carrefour chia địa bàn kinh doanh trên thế giới thành bốn khu vực địa lý: Pháp, phần còn lại của châu Âu, Nam Mỹ và châu Á. Bên cạnh các hoạt động kinh doanh trực tiếp, Carrefour còn nhượng quyền kinh doanh tại một số khu vực trong đó quan trọng nhất là Trung Đông, Algérie và Nhật Bản. Tính đến cuối năm 2006, Carrefour có hoạt động kinh doanh, cả trực tiếp và nhượng quyền, tại 29 nước trên thế giới, có một số quốc gia như Hoa Kỳ, Chile và México cũng từng có các cửa hàng của Carrefour.

### Pháp

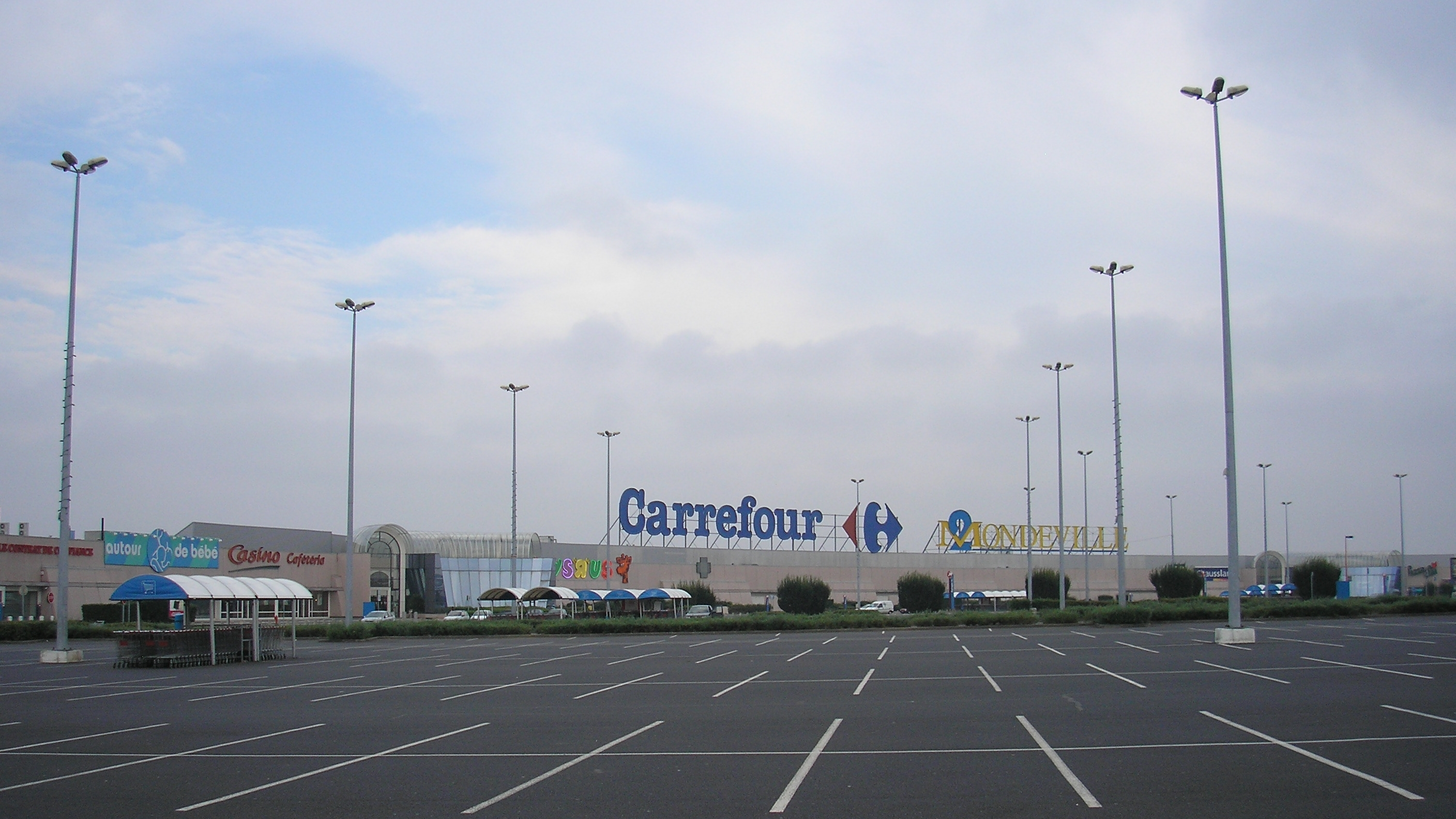
Carrefour Mondeville.

Thị trường Pháp là thị trường mang tính lịch sử của tập đoàn và cũng đem lại cho Carrefour nhiều lợi nhuận nhất, vì vậy nó được tính riêng là một khu vực kinh doanh của Carrefour, ngang hàng với châu Âu, Nam Mỹ và châu Á. Trong danh sách 100 đại siêu thị lớn nhất của Pháp năm 2007 thì Carrefour có 44 siêu thị, tăng 1 so với năm 2006, trong đó Carrefour Antibes đứng thứ hai trong danh sách với doanh thu 310 triệu euro, sau đại siêu thị Auchan Vélizy 2 của đối thủ cạnh tranh Auchan. Nếu tính về hiệu quả kinh doanh thì Carrefour Grenoble-Meylan là đại siêu thị đứng đầu trong danh sách với doanh thu 26.402 euro/m².
Tại Pháp, vì những lý do lịch sử, Carrefour nhượng quyền và chia sẻ kinh doanh tại khá nhiều siêu thị. Các công ty được Carrefour nhượng quyền gồm Guyenne et Gascogne (công ty nhượng quyền lớn nhất của Carrefour), Sogara (50% cổ phần của Carrefour và 50% cổ phần của Guyenne et Gascogne), Coop Atlantique (Carrefour nắm một phần cổ phần), Provencia (kinh doanh chủ yếu ở vùng Auvergne-Rhône-Alpes), Altis (Carrefour nắm một phần cổ phần, tập đoàn Tây Ban Nha Eroski nắm phần còn lại), và Corema (gồm 84 siêu thị nhỏ tại vùng trượt tuyết Alpes, Carrefour nắm 26% cổ phần, phần còn lại do tập đoàn Sherpa nắm giữ). Trong thập niên 2000, Carrefour cũng mua lại hai nhãn hiệu nhượng quyền là Labruyère Eberlé và Hyparlo (do Hofidis II, công ty Carrfour có 100% cổ phần, quản lý).

### châu Âu
Không kể Pháp thì 3 thị trường lớn của Carrefour ở châu Âu là Bỉ, Tây Ban Nha và Ý. Tập đoàn cũng có hoạt động kinh doanh ở 6 nước châu Âu khác.
Năm 2000, Carrefour mua lại 72,5% cổ phần tập đoàn siêu thị Bỉ Groupe GB, tập đoàn phân phối thực phẩm hàng đầu nước này đang lâm vào khó khăn tài chính. 27,5% cổ phần còn lại của Supermarchés GB đã được Carrefour thừa hưởng từ Promodès sau khi sáp nhập với tập đoàn này. Tổng cộng Groupe GB điều hành tại Bỉ 60 đại siêu thị Maxi GB và Bigg's Continent, 73 siêu thị Supermarchés GB và 350 siêu thị nhượng quyền (Super GB Partner, Contact GB, Unic và Nopri), 1 siêu thị cao cấp ROB, 7 cửa hàng lân cận GB Express. Tại Ba Lan Groupe GB còn có 27 siêu thị Globi. Vụ mua bán này của Carrefour đã được Ủy ban châu Âu tán thành.
Carrefour bắt đầu kinh doanh ở Tây Ban Nha từ năm 1973 và đến nay đã trở thành tập đoàn phân phối chính ở nước này. Tại Ý, Carrefour đứng thứ hai trong lĩnh vực phân phối lớn, tập đoàn hoạt động dưới các nhãn hiệu đại siêu thị Carrefour, siêu thị GS và cửa hàng lân cận Diperdi (kể từ năm 2001). Tập đoàn cũng sở hữu các nhãn hiệu phân phối lớn Docks Market và Grossiper tại Ý.
Tại Hy Lạp Carrefour được thừa hưởng từ Promodès nhãn hiệu Marinopoulos. Tại Ba Lan, tính đến năm 2007, Carrefour đã mua lại từ tập đoàn Ahold toàn bộ 27 đại siêu thị Hypernova và 179 siêu thị Albert qua đó trở thành tập đoàn phân phối đứng thứ hai Ba Lan sau Tesco. Tại Bồ Đào Nha, Carrefour thừa kế các cửa hiệu của Euromarché vào năm 1990 trước khi mua lại tập đoàn địa phương Espírito Santo Resources để mở chi nhánh Carrefour Portugal kể từ năm 2001. Chi nhánh này tính đến năm 2007 đứng thứ 4 về doanh số ở Bồ Đào Nha, sau các tập đoàn địa phương Modelo-Continente (Carrefour từng nắm một phần cổ phần cho đến năm 2004), Jerónimo Martins và Os Mosqueteiros. Ngày 27 tháng 7 năm 2007, Carrefour tuyên bố kế hoạch bán lại Carrefour Portugal cho tập đoàn Sonae với giá 662 triệu euro, thương vụ này bao gồm 12 đại siêu thị Carrefour và tám trung tâm dịch vụ. Bên cạnh các đại siêu thị, Carrefour còn kinh doanh các siêu thị giá rẻ với nhãn hiệu Minipreço, các siêu thị này không nằm trong thương vụ mua bán kể trên. Ngoài các nước đã nêu, Carrefour còn có siêu thị tại Rumani, Thổ Nhĩ Kỳ, Bulgari và trong tương lai gần là Nga.

### Nam Mỹ

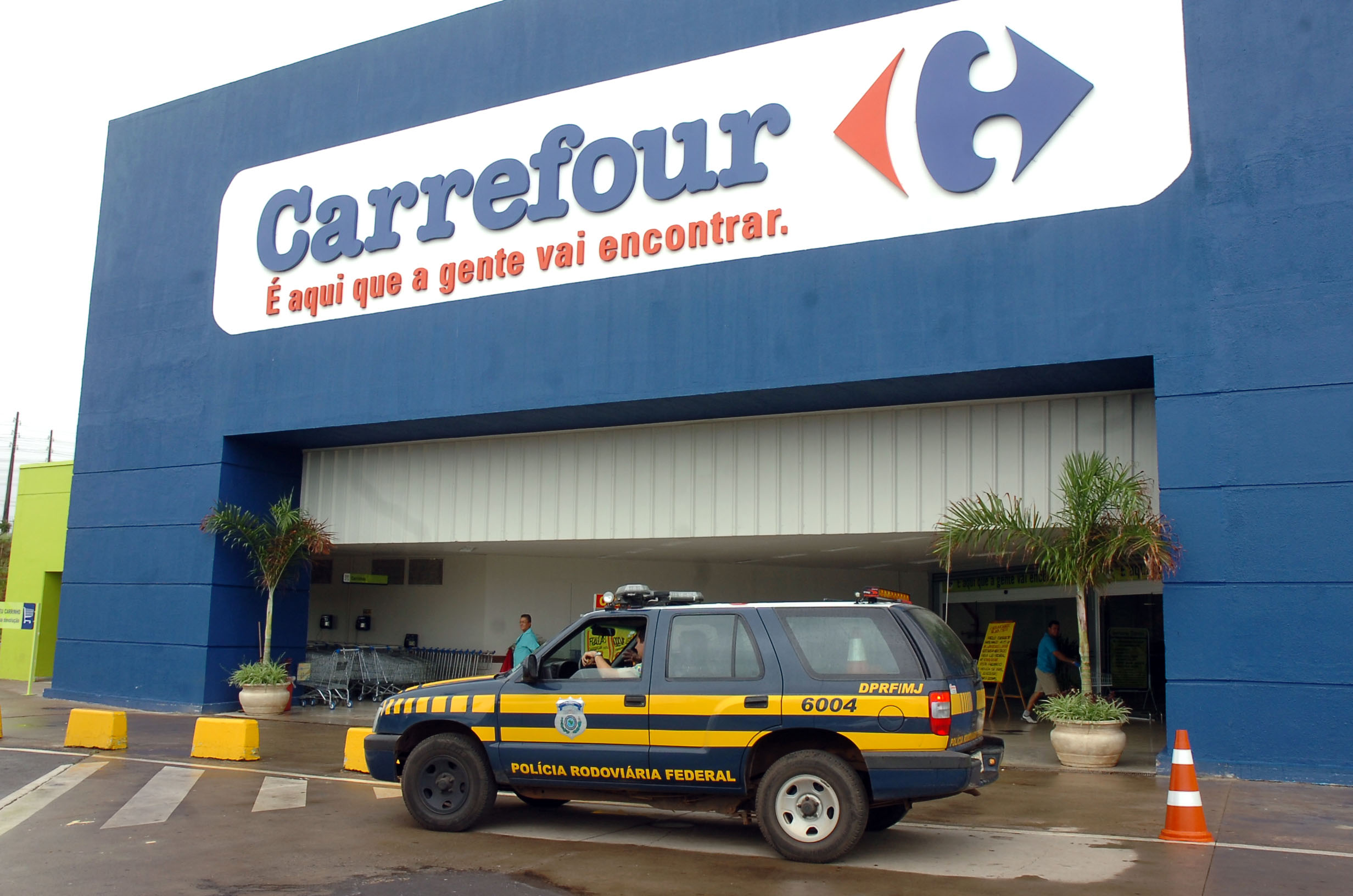
Carrefour tại Brasília, Brasil

Tại Nam Mỹ, Carrefour tập trung kinh doanh ở các quốc gia lớn như Brasil, Argentina và Colombia sau khi đã rút khỏi hai quốc gia Mỹ Latinh khác là Mexico và Chile.
Siêu thị Carrefour đầu tiên ở Argentina được mở năm 1982. Năm 2000, Carrefour hợp tác với tập đoàn địa phương Norte (sở hữu 26 đại siêu thị và 40 siêu thị) để mở một tập đoàn phân phối mới với 51% cổ phần do Carrefour nắm. Tương tự thương vụ với Promodès, các siêu thị mới sẽ giữ nhãn hiệu Norte trong khi các đại siêu thị sẽ mang tên Carrefour. Trước Argentina, Carrefour bắt đầu kinh doanh ở Brasil từ năm 1975 và hiện là tập đoàn phân phối đứng đầu quốc gia này với hệ thống 452 cửa hàng trong đó có 130 đại siêu thị Carrefour, 97 siêu thị Carrefour Bairro và 225 siêu thị giá rẻ Dia. Năm 2007 Carrefour tiếp tục mở rộng kinh doanh tại Brasil bằng việc mua lại hãng phân phối địa phương Atacadao (chiếm 4% thị phần). Tại Colombia, Carrefour hợp tác kinh doanh với tập đoàn Bavaria và Sigla (10 %) trước khi mua lại hai đối tác này vào năm 2003. Tính đến tháng 1 năm 2007, sau khi hai tập đoàn phân phối lớn nhất Colombia là Exito (đối tác của Groupe Casino) và Carulla-Vivero hợp nhất, Carrefour trở thành tập đoàn phân phối lớn thứ hai quốc gia này với 6,3% thị phần.

### châu Á

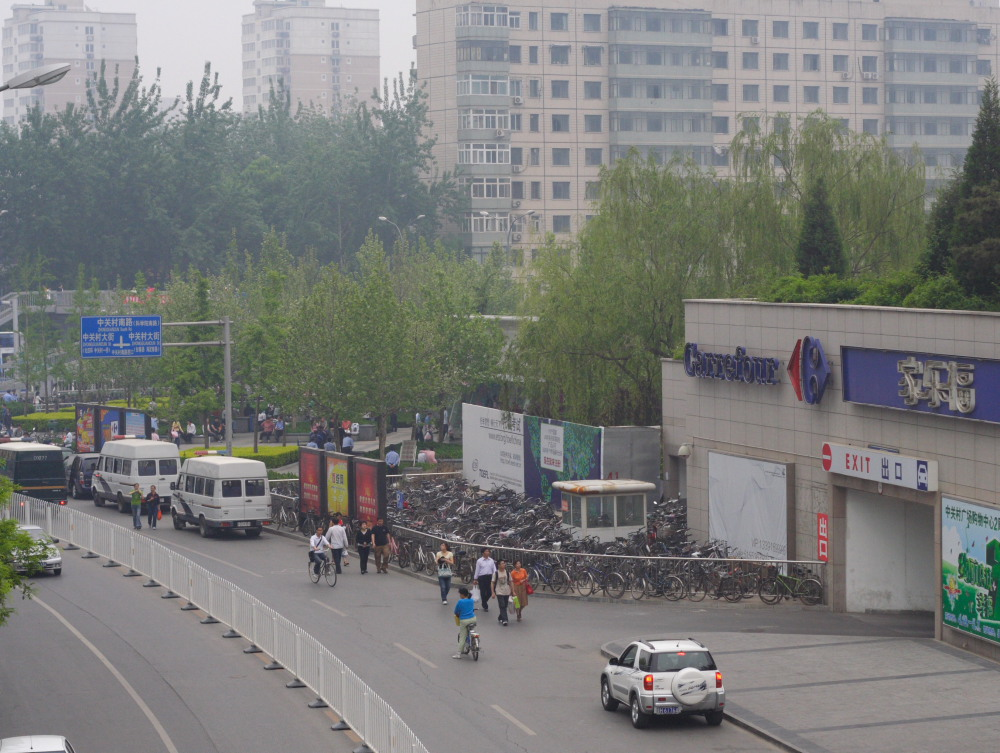
Carrefour tại Bắc Kinh, Trung Quốc.

Tại Trung Quốc, tính đến giữa năm 2007 Carrefour đã đưa hơn 100 đại siêu thị vào hoạt động. Từ tháng 11 năm 2006, tập đoàn đã chấm dứt kinh doanh lĩnh vực siêu thị để tập trung vào loại hình đại siêu thị và siêu thị giảm giá (gồm 253 siêu thị mang nhãn hiệu Dia). Với 2 tỷ euro doanh số, Carrefour là tập đoàn phân phối nước ngoài lớn nhất tại Trung Quốc và đứng thứ 5 nếu tính cả các tập đoàn nội địa. Tại quốc gia này, 40.000 nhân viên Carrefour phục vụ cho khoảng 188 triệu khách hàng Trung Quốc, nhãn hiệu Carrefour được người Trung Quốc biết đến với cái tên "家乐福" (Bính âm: jiā lè fú, Hán Việt: Gia nhạc phúc) có nghĩa là "hạnh phúc của gia đình".
Tại Indonesia, Carrefour có hệ thống 39 cửa hàng vào tháng 1 năm 2008 tập đoàn đã bỏ 49,3 triệu euro để mua lại 75% cổ phần công ty địa phương Alfa Retailindo giúp Carrefour có thêm 29 cửa hàng mới (13 trong số đó nằm tại Jakarta) và trở thành công ty kinh doanh phân phối lớn nhất Indonesia.
Tại nước láng giềng Malaysia, Carrefour bắt đầu hoạt động từ năm 1994 tuy nhiên tại đây tập đoàn phải cạnh tranh với nhiều đối thủ lớn như Giant, Makro, Parkson và Tesco, đây cũng là tình trạng kinh doanh của công ty ở Thái Lan. Ở đảo quốc Singapore, đất nước chủ yếu quen thuộc với loại hình siêu thị, 2 đại siêu thị Carrefour chỉ chiếm 2% thị phần. Tại một nước châu Á phát triển khác là Đài Loan, Carrefour chiếm 32% thị phần tính đến năm 2005. Quốc gia châu Á cuối cùng đang có hoạt động của Carrefour là Pakistan với một đại siêu thị tại Lahore.

### Hợp tác kinh doanh

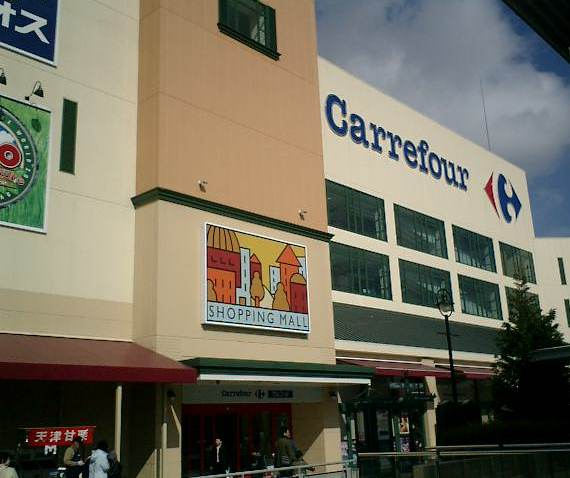
Carrefour Minoh tại Nhật Bản.

Bên cạnh hình thức kinh doanh trực tiếp, Carrefour cũng tham gia cộng tác với một số tập đoàn địa phương bằng cách bỏ vốn thay vì quản lý trực tiếp các siêu thị. Tại Algérie, từ tháng 1 năm 2005 Carrefour thông qua đối tác Ardis (chi nhánh tập đoàn Arcofina) lập kế hoạch khai thác thị trường này với việc mở 18 đại siêu thị trong giai đoạn 2005-2012. Tại Nhật Bản, Carrefour đã nhượng quyền kinh doanh 8 siêu thị cho công ty Aeon từ tháng 3 năm 2005. Ở khu vực Trung Đông, Carrefour tham gia thị trường thông qua việc hợp tác với tập đoàn Majid Al Futtaim Group để thành lập chuỗi siêu thị MAF Hypermarkets. Có trụ sở ở Dubai, Các Tiểu vương quốc Ả Rập Thống nhất, chuỗi siêu thị tính đến năm 2007 đã có 27 đại siêu thị rải rác trên hầu hết các quốc gia Ả Rập. Trong thời gian xảy ra Vụ biếm họa Muhammad tháng 2 năm 2006, Carrefour đã tỏ rõ thái độ ủng hộ thế giới Ả Rập bằng việc thông báo ngừng bán các sản phẩm có xuất xứ từ Đan Mạch. Carrefour cũng tham gia nhượng quyền với quy mô nhỏ tại Polynésie thuộc Pháp, Cộng hòa Dominica và Tunisia..

### Các trường hợp chấm dứt kinh doanh
Theo thời gian, cùng với việc mở rộng kinh doanh, Carrefour cũng rút hoạt động khỏi một số quốc gia do hiệu quả thấp hoặc để tập trung vốn cho các thị trường khác. Tại hai thị trường Đức và Hoa Kỳ, do các tập đoàn địa phương có năng lực cạnh tranh quá lớn và tâm lý ưa dùng hàng nội địa của người dân hai nước này, Carrefour đã phải nhanh chóng chấm dứt hoạt động sau thời gian thử nghiệm không lâu. Tại một số thị trường khác như Hồng Kông, Chile, Nhật Bản, Cộng hòa Séc, México và Thụy Sĩ, do hoạt động thiếu hiệu quả, Carrefour đã chấm dứt hoạt động hoặc nhượng quyền kinh doanh lại cho các tập đoàn phân phối khác.

## Kinh doanh

### Chiến lược kinh doanh
Sau khi lên nắm quyền giám đốc điều hành, José-Luis Duran đã đưa ra một chiến lược kinh doanh mới cho Carrefour. Theo chiến lược này thì Carrefour sẽ tránh tham gia các cuộc sáp nhập ồn ào và tốn kém như với Promodès năm 2000, thay vào đó tập đoàn tập trung khai thác các thị trường có sẵn và nghiên cứu mở rộng kinh doanh tại một số thị trường mới giàu tiềm năng. Trong khoảng thời gian từ 2004 đến 2006, ngoài 4 thị trường truyền thống Pháp, Bỉ, Tây Ban Nha và Ý, Carrefour đã tăng gấp đôi số siêu thị ở các thị trường mới, trong đó tập trung vào các quốc gia đang phát triển với tốc độ cao là Trung Quốc, Thổ Nhĩ Kỳ và Brasil. Để mở rộng kinh doanh tại các thị trường có sẵn, Carrefour cũng tăng cường mua lại các tập đoàn phân phối địa phương. Ví dụ trường hợp Carrefour mua lại tập đoàn Brasil Atacado năm 2005 để trở thành tập đoàn phân phối số một nước này. Bên cạnh việc khai thác thị trường có sẵn, tập đoàn cũng chú trọng chiến lược chăm sóc khách hàng bằng việc tăng diện tích mua sắm, tăng chủng loại hàng hóa, giảm giá bán và hoàn thiện hệ thống dịch vụ hậu mãi. Carrefour cũng từng bước thống nhất các nhãn hiệu đa dạng của mình và đẩy mạnh tuyên truyền cho nhãn hiệu đầu tàu Carrefour.

### Lãnh đạo
Tính đến tháng 7 năm 2008, theo luật pháp nước Pháp, Carrefour là một công ty trách nhiệm hữu hạn cổ phần (société anonyme, thường viết tắt là S.A., còn được gọi là công ty vô danh) được điều hành bởi ban lãnh đạo (directoire) và hội đồng quản trị (conseil de surveillance). Ban lãnh đạo (directoire) của Carrefour hiện đứng đầu bởi giám đốc điều hành José-Luis Duran (từ năm 2005). Trước Duran, các giám đốc điều hành của Carrefour là Denis Defforey (1985-1990, đồng sáng lập tập đoàn), Michel Bon (1990-1992) và Daniel Bernard (1992-2005). Ngày 14 tháng 11 năm 2008, tập đoàn Carrefour thông báo từ 1 tháng 1 năm 2009, Lars Olofsson sẽ thay thế Duran trong vị trí giám đốc điều hành, Olofsson trước đó làm việc cho tập đoàn Nestlé.
Ngày 7 tháng 3 năm 2007, tập đoàn công bố Robert Halley là chủ tịch mới của hội đồng quản trị (conseil de surveillance) thay cho Luc Vandevelde. Tháng 5 năm 2008, gia đình Halley quyết định giảm quyền cổ phần của họ từ 25% xuống còn 12,34% qua đó không còn giữ quyền đa số tại hội đồng quản trị, Robert Halley từ chức và được thay thế bởi Amaury de Sèze.
Dưới đây là danh sách ban lãnh đạo và hội đồng quản trị hiện tại của Carrefour:
| Ban lãnh đạo Carrefour | Ban lãnh đạo Carrefour |
| Tên                    | Vị trí |
| ---------------------- | --- |
| José Luis Duran        | Giám đốc điều hành (Président du directoire) |
| Gilles Petit           | Giám đốc khu vực Pháp (Directeur Général France) |
| Guy Yraeta             | Giám đốc khu vực châu Âu ngoài Pháp (Directeur Général Europe-hors France) |
| Thierry Garnier        | Giám đốc quốc tế ngoài châu Âu (Directeur Général International-hors Europe) |
| Javier Campo           | Giám đốc DIA quốc tế (Directeur Général de DIA International) |
| José Maria Folache     | Giám đốc thương mại và marketing (Directeur Général Commercial & Marketing) |
| Jacques Beauchet       | Giám đốc phụ trách nghiên cứu–phát triển, truyền thông, pháp luật, chất lượng và các vấn đề khác (Directeur général DRH, Communication, Juridique, qualité, Responsabilité et Risque et Secrétaire Général) |

| Hội đồng quản trị Carrefour | Hội đồng quản trị Carrefour                                                      |
| Tên                         | Vai trò                                                                          |
| --------------------------- | -------------------------------------------------------------------------------- |
| Robert Halley               | Chủ tịch danh dự (Président d'Honneur)                                           |
| Amaury de Sèze              | Chủ tịch hội đồng quản trị (Président)                                           |
| Jean-Martin Folz            | Phó chủ tịch (Vice-président)                                                    |
| Anne-Claire Taittinger      | Thành viên Ban lãnh đạo tập đoàn                                                 |
| René Abate                  |                                                                                  |
| Bernard Arnault             |                                                                                  |
| Sébastien Bazin             | Chủ tịch hội đồng quản trị Colony Capital                                        |
| Nicolas Bazire              | Giám đốc điều hành Arnault                                                       |
| René Brillet                | Cựu giám đốc khu vực châu Á của Carrefour                                        |
| José Luis Leal-Maldonado    | Cựu Bộ trưởng Kinh tế Tây Ban Nha và cựu chủ tịch ngân hàng Banco Bilbao Vizcaya |

### Môi trường làm việc
Tính đến hết năm 2007, Carrefour là tập đoàn tư nhân đứng thứ 9 thế giới về số lượng nhân viên với 409.092 người, tập đoàn cũng đứng đầu nước Pháp và Hy Lạp, đứng thứ ba tại Brasil trong bảng xếp hạng này. Trong số gần nửa triệu nhân viên thì 68% làm việc tại châu Âu, 16% tại Nam Mỹ và 16% tại châu Á. Theo báo cáo năm 2006 của tập đoàn, tổng lương chi trả cho nhân viên Carrefour là 7.515 triệu euro (chiếm 9,6% doanh thu) tức trung bình một nhân viên tập đoàn có thu nhập hàng năm là 16.500 euro, lương của lãnh đạo tập đoàn gấp khoảng 90 lần lương trung bình của một người Pháp đồng nghĩa với việc Carrefour chưa đạt tiêu chuẩn của một "công ty bình đẳng" ("entreprise solidaire"). Tháng 10 năm 2008, Carrefour bị 400 cựu nhân viên của hai đại siêu thị kiện đòi bòi thường 1,287 triệu euro vì đã trả dưới mức lương tối thiểu (Salaire minimum interprofessionnel de croissance, thường viết tắt là SMIC) trong nhiều năm cho các nhân viên này.

### Phân chia lợi nhuận
Theo báo cáo phát triển bền vững của Carrefour năm 2006 (đã kiểm toán và chứng nhận) thì doanh thu tổng cộng của tập đoàn là 78.987 triệu euro. Tương tự mọi tập đoàn phân phối khác, phần doanh thu lớn nhất, 66.085 triệu euro, được Carrefour dùng để chi trả cho các cơ sở cung cấp hàng hóa. Carrefour bị đánh giá là công ty rất cứng rắn trong việc đàm phán với những cơ sở cung cấp để có được giá mua thấp nhất, bên cạnh giá bán, tập đoàn còn đưa ra những đòi hỏi phụ đôi khi gây khó khăn cho đối tác như bắt họ tham gia các đợt khuyến mại của tập đoàn, cử người giới thiệu sản phẩm tại các siêu thị, chia sẻ chi phí trong in ấn quảng cáo. Do là tập đoàn đa quốc gia có cơ sở trên nhiều vùng của thế giới, Carrefour có nguồn cung cấp rất đa dạng đến từ cả các quốc gia phát triển và kém phát triển, vì vậy tập đoàn thường xuyên bị đặt dấu hỏi về bình đẳng trong giao dịch thương mại với các nước nghèo. Để minh bạch hóa vấn đề này, từ năm 1997 tập đoàn đã hợp tác với Liên đoàn Nhân quyền Quốc tế (Fédération internationale des droits de l'homme, viết tắt là FIDH). Theo đó tổ chức FIDH sẽ thường xuyên kiểm tra các hoạt động của Carrefour, nhằm tránh khả năng tồn tại những hành vi khuyến khích cơ sở cung cấp bóc lột lao động hoặc sử dụng lao động trẻ em với mục đích giảm giá thành sản phẩm. Kết quả cho thấy tập đoàn đã có nhiều nỗ lực trong vấn đề bình đẳng quyền lợi cho người lao động, tuy nhiên sự minh bạch trong kinh doanh của Carrefour vẫn bị đặt dấu hỏi tại một số quốc gia, ví dụ như Bangladesh. Trong phần doanh thu còn lại, Carrefour dùng 431 triệu euro để chi trả cho các hoạt động tài chính, 1.310 triệu euro cho thuế, 7.515 triệu euro cho đối tác kinh doanh và 814 triệu euro cho lợi nhuận hàng năm của cổ đông.

### Đối thủ cạnh tranh

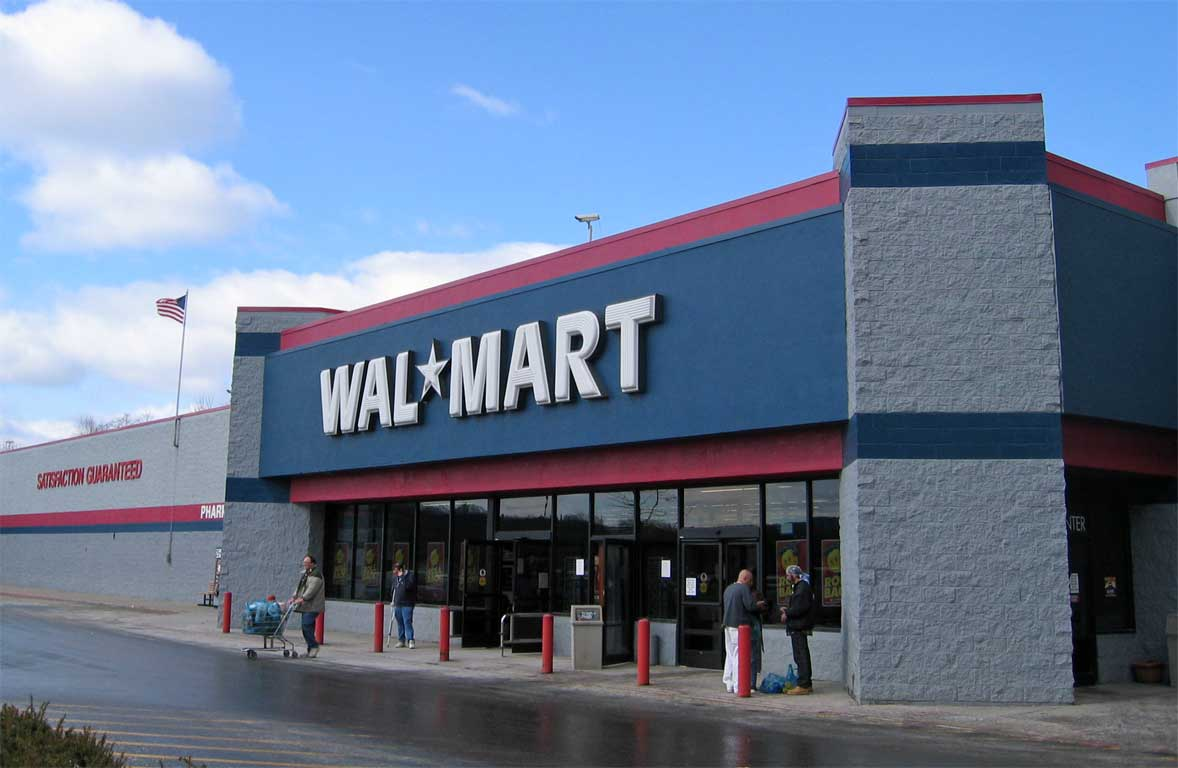
Wal-Mart, đối thủ chính của Carrefour

Wal-Mart, tập đoàn siêu thị Hoa Kỳ đứng đầu thế giới trên lĩnh vực phân phối, luôn là đối thủ cạnh tranh chính của Carrefour. Đây là tập đoàn đã khiến Carrefour phải rút hoạt động khỏi Mỹ và Mexico. Tại châu Âu Wal-Mart xuất hiện ở Anh thông qua nhãn hiệu ASDA, trước đó tập đoàn này tương tự như Carrefour đã phải rút khỏi thị trường Đức. Các thị trường mới nổi như Brasil và Trung Quốc cũng là khu vực hai tập đoàn đang cạnh tranh mạnh mẽ để giành thị phần. Tập đoàn siêu thị số một Vương quốc Anh Tesco cũng là đối thủ cạnh tranh của Carrefour tại Trung Quốc, Thái Lan, Malaysia, Thổ Nhĩ Kỳ và Ba Lan. Ngay tại Pháp Carrefour cũng vấp phải sự cạnh tranh từ đối thủ lớn Auchan. Auchan cũng đã phát triển hệ thống siêu thị tại các thị trường tiềm năng của Carrefour như Tây Ban Nha (nhãn hiệu Alcampo), Ý, Trung Quốc và Maroc. Nguyên nhân khiến Carrefour phải rút khỏi Đức là do sự thống trị tại thị trường này của tập đoàn Metro AG. Metro AG cũng đã có kế hoạch cạnh tranh với tập đoàn Pháp ở những thị trường mới như Đông Âu hay châu Á. Ngoài các đối thủ lớn, ở từng thị trường riêng lẻ Carrefour cũng gặp phải sự cạnh tranh từ những tập đoàn địa phương, ví dụ tại Pháp là các tập đoàn Auchan, Casino, E.Leclerc, Les Mousquetaires, Système U và Cora (Louis Delhaize).

## Số liệu tài chính

### Doanh số

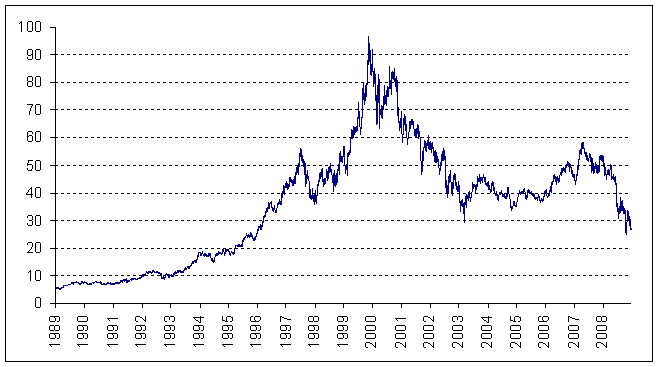
Biểu đồ chứng khoán của Carrefour từ 1989 đến 2007 (tính theo đơn vị euro). Nguồn: fininfo.fr

Doanh thu năm 2007 của tập đoàn Carrefour là 82,1 tỷ euro ngoài thuế, 45,8% doanh thu đến từ thị trường Pháp, 37,5% đến từ thị trường châu Âu ngoài Pháp, 10% từ Nam Mỹ và 6,7% từ châu Á, trong số này hai thị trường châu Á và Nam Mỹ có doanh thu tăng cao nhất (lần lượt 17,3% và 38% so với năm trước đó). Tính trên loại hình kinh doanh thì 60% doanh thu của Carrefour là từ đại siêu thị, 17,4% từ siêu thị, 9,2% từ siêu thị giá rẻ và 13,4% đến từ các loại hình khác. Tỉ lệ lợi nhuận của tập đoàn năm 2007 là 4% (ít hơn con số 5,7% của đối thủ cạnh tranh Tesco). Tính đến hết năm 2007, tổng số nợ của Carrefour là 7.357 tỷ euro, chiếm 63% vốn sở hữu, cũng có nghĩa là tập đoàn đã cải thiện được đáng kể tình trạng nợ ở đầu thập niên 2000, con số này của năm 2000 là 123%.

### Chứng khoán
Bước chân vào thị trường chứng khoán Paris từ năm 1970 (mã ISIN = FR0000120172), Carrefour hiện tham gia chỉ số chứng khoán CAC 40 – chỉ số chứng khoán của các công ty lớn nhất nước Pháp. Theo biểu đồ bên có thể thấy trong giai đoạn 1989-1997, giá cổ phiếu của Carrefour tăng đều đặn, chứng tỏ thị trường đánh giá khá chính xác triển vọng kinh doanh của công ty. Trong giai đoạn 1998-2000, giá cổ phiếu của Carrefour tăng đột biến, kết quả của vụ sáp nhập với Promodès cũng như phản ứng của thị trường chứng khoán Paris, liền sau đó trong giai đoạn 2000-2003 cổ phiếu Carrefour lập tức suy giảm khi thị trường nhận thấy công việc kinh doanh của Carrefour gặp khó khăn sau khi mở rộng. Giai đoạn 2004-2007 chứng kiến giá cổ phiếu của tập đoàn tăng chậm trở lại. Tính đến ngày 7 tháng 3 năm 2007, 704,9 triệu cổ phiếu của Carrefour được phân phối như sau: 74,59% cổ phiếu tự do, 13,3% do gia đình Halley nắm giữ, 10,7% thuộc về công ty Blue Capital, 1,41% chia sẻ cho đội ngũ nhân viên, 0,74% của Axon Capital và 0,14% thuộc dạng tự quản lý (autocontrôle).

## Bê bối và tai tiếng
Tháng 4 năm 2005, giám đốc điều hành Carrefour là Daniel Bernard phải thôi chức với một phong bì đút túi lên tới 38 triệu euro, con số khổng lồ này đã khiến báo giới phải lên tiếng về sự chênh lệch quá lớn giữa lương của nhân viên và lãnh đạo tại các tập đoàn lớn.
Là một tập đoàn phân phối đa quốc gia với mục đích tối thượng là bán hàng giá rẻ và thu lợi nhuận lớn, tập đoàn thường xuyên gặp rắc rối với pháp luật, đặc biệt là những rắc rối về giá bán và quan hệ kinh doanh với giới cung cấp hàng hóa. Năm 1973, Pháp thông qua luật Royer để hạn chế sự phát triển quá mức của các đại siêu thị, mà Carrefour là đầu tàu, vốn đe dọa sự tồn tại của các hình thức kinh doanh nhỏ lẻ. Năm 2004, Carrefour phải đối mặt với các chỉ trích về việc tăng giá hàng hóa vô lý và thêm nhiều điều khoản vào hợp đồng với cơ sở cung cấp hàng. Tháng 6 năm 2007, Carrefour bị tòa án Évry phạt 2 triệu euro vì đã quảng cáo sai sự thật và đưa thêm những điều khoản vô lý vào hợp đồng với cơ sở cung cấp,, ngày 20 tháng 12 năm 2007, Ủy ban cạnh tranh thương mại Pháp (conseil de la concurrence français) đã phạt hệ thống đại siêu thị Carrefour 27,4 triệu euro vì đã có hành vi thỏa thuận giá mặt hàng đồ chơi cùng 7 công ty khác. Cả hai trường hợp Carrefour đều làm đơn kháng án.
Ngày 1 tháng 5 năm 2008, một số đại siêu thị Carrefour ở Cộng hòa Nhân dân Trung Hoa đã bị người biểu tình bao vây vì theo họ, Carrefour đã có hành động ủng hộ Đạt-lại Lạt-ma. Carrefour cũng là một trong số các tập đoàn Pháp phải hứng chịu một đợt tẩy chay ngắn của khách hàng Trung Quốc lục địa sau khi nhiều rắc rối đã xảy ra trong thời gian ngọn đuốc của Thế vận hội Bắc Kinh 2008 được rước qua Paris, thủ đô nước Pháp.